# Mine Bombers
Mine Bombers (с англ. шахтёры-бомбомётчики) — компьютерная игра в жанре аркада с видом сверху. В игре две составляющих: боевая и экономическая.
Как такового сюжета в игре нет, несмотря на наличие одиночной игры, цель которой заключается в последовательном прохождении пятнадцати этапов. Этап считается пройденным, когда игрок дошёл до выхода с него — чёрного квадрата в серой рамке.

## Игровой процесс
В обоих режимах, синглплеере и мультиплеере, игра начинается с закупки оружия. В игре предоставлен широкий ассортимент вооружения, но, как правило, чем проще с помощью оружия уничтожать других игроков или монстров, тем дороже оно стоит.
Карта представляет собой прямоугольник, где игроки стартуют по углам. На карте расположены сокровища, препятствия, иногда монстры, способные уничтожить игрока. Сокровища различаются по стоимости и являются одним из главных источников денег для игроков (также в начале каждого этапа игроку даётся какое-то количество денег). В многопользовательском режиме игра заканчивается в тех случаях, когда
- В живых остаётся один или менее игроков
- Собраны все сокровища на карте
- Закончилось время игры

Перечень оружия:
- Малая бомба
- Большая бомба
- Динамит
- Атомная бомба
- Малая радиоуправляемая бомба
- Большая радиоуправляемая бомба
- Граната
- Мина
- Огнемёт
- Горящая бочка с горючим
- Бочка с горючим
- Малая крестовая бомба
- Большая крестовая бомба
- Полиуретан
- Пластид
- Горная мина
- Прыгучая мина

Снаряжение:
- Кирки: малая, большая и отбойный молоток — их количество влияет на скорость копания
- Плитоукладчик — ставит непробиваемые плиты
- Телепорт — ставит на карте телепорты
- Двойник — создаёт вооружённого клона игрока
- Биопреграда — заполняющая всё свободное пространство масса, мешающая передвижению
- Огнетушитель — способен обезвредить неразорвавшуюся бомбу
- Бронежилет — увеличивает живучесть игрока
- Ускоритель — на несколько секунд увеличивает копательную способность и скорость передвижения

## Карты
По сути, карты в Mine Bombers могут быть отредактированы или созданы без помощи специального редактора: понадобится лишь текстовый редактор. Карта состоит из 2880 знаков, каждый знак является клеткой на поле размером 64х45. Более того, с помощью текстового редактора можно вставить на поле элементы, которые невозможно вставить во встроенном редакторе.

## Разное
Для многопользовательского режима есть возможность использования кодов. Список можно получить, нажав Tab на последнем экране титров.